# Byumba
Byumba – miasto w Rwandzie, około 60 km na północ od Kigali, ośrodek administracyjny Prowincji Północnej oraz dystryktu Gicumbi. Około 34,5 tys. mieszkańców.
W mieście rozwinął się przemysł mleczarski oraz materiałów budowlanych.